# Buzowa (obwód kijowski)
Buzowa (ukr. Бузова) – wieś na Ukrainie, w obwodzie kijowskim, w rejonie buczańskim. W 2001 liczyła 1548 mieszkańców, spośród których 1489 posługiwało się językiem ukraińskim, 54 rosyjskim, 1 białoruskim, a 4 innym.
Na początku kwietnia 2022, po odbiciu wsi z rąk rosyjskich okupantów przez armię ukraińską znaleziono w niej masowy grób zawierający szczątki cywilów zamordowanych przez Rosjan. Według ukraińskich władz podczas okupacji zginęło co najmniej 50 mieszkańców Buzowej.
W miejscowości działa klub sportowy Hrań Buzowa.